# PGC 2061673
LEDA/PGC 2061673 ist eine Zwerggalaxie im Sternbild Bärenhüter am Nordsternhimmel. Sie ist schätzungsweise 149 Millionen Lichtjahre von der Milchstraße entfernt und hat einen Durchmesser von etwa 25.000 Lichtjahren.
Im selben Himmelsareal befinden sich u. a. die Galaxien NGC 5579, PGC 84142, PGC 2061435, PGC 2061787.